# 50 Jaar Nederpop Rare & Obscure
50 Jaar Nederpop, Rare & Obscure is een verzamelalbum van (vaak) vergeten vaderlandse popmuziek. De verzameling kwam tot stand na een uitzending van De nacht van de popmuziek in dit geval De nacht van de nederpop.
De samenstelling was in handen van Leo Blokhuis, Het Nederland Instituut voor Beeld en geluid (Oscar Smit) en schrijver Ed Hoogeveen. De vier compact discs geven een beeld van de ontwikkeling van de Nederpop, maar laat daarbij vooral het onbekend repertoire  horen. Voorwaarde om opgenomen te worden in deze verzameling, was dat het nummer nog niet voorhanden was op een normale compact disc.

## Muziek
| Track | Jaar | Artiest                                | Lied/nummer                         |      |
| ----- | ---- | -------------------------------------- | ----------------------------------- | ---- |
| 1.01  | 1959 | Andy Field                             | Come on guitar                      | 2:06 |
| 1.02  | 1959 | Arthur & The Cronies                   | Please don't cry                    | 2:20 |
| 1.03  | 1960 | Wim Bitter                             | Teenager muziek                     | 2:09 |
| 1.04  | 1960 | Erik van Eldik & The Shakin’ Hearts    | My old Kentucky home                | 2:57 |
| 1.05  | 1962 | Rypke Westra met orkest van Bert Paige | Tink oan my                         | 2:04 |
| 1.06  | 1963 | The Ricochets feat. Ritchie Clark      | Ecstasy                             | 2:07 |
| 1.07  | 1965 | Mariska Veres                          | Is het waar                         | 2:16 |
| 1.08  | 1965 | The Beatniks                           | Wouldn’t you like to know           | 2:37 |
| 1.09  | 1965 | The Cavaliers                          | Assepoes                            | 2:50 |
| 1.10  | 1965 | The John Breughel Four                 | Sweet danirose                      | 2:16 |
| 1.11  | 1966 | Ivo & The Furies                       | Daddy’s classical emotion           | 2:45 |
| 1.12  | 1966 | Lysett                                 | It’s the little things              | 1:55 |
| 1.13  | 1966 | The Dutch Beat College                 | We love the pirates                 | 3:08 |
| 1.14  | 1966 | The Eurfians                           | Waaro?                              | 2:43 |
| 1.15  | 1966 | The Key                                | I see your image                    | 2:54 |
| 1.16  | 1966 | The Selfkick                           | Gosh, I’m your woman, not your wife | 2:15 |
| 1.17  | 1967 | Full House                             | Do it right                         | 3:08 |
| 1.18  | 1967 | Adjeet the Poet                        | Iekk! I’m a freak                   | 2:51 |
| 1.19  | 1967 | Ik Gerard Kreuger & The Pleinboys      | Why should I sing?                  | 2:43 |
| 1.20  | 1967 | Ekseption                              | Talk about tomorrow                 | 2:31 |
| 1.21  | 1967 | Mother's Love                          | Lady from the ballroom              | 2:59 |
| 1.22  | 1967 | The Vipers                             | Town of Tuxley                      | 2;42 |
| 1.23  | 1968 | J.B. Euson & Stax                      | I want you around me                | 3:11 |
| 1.24  | 1968 | Daddy's Act                            | Baby's in black                     | 2:57 |
| 1.25  | 1969 | The Free                               | Try try try part 1                  | 3:33 |
| 1.26  | 1970 | Freddies                               | Comedy is over now                  | 3:11 |
| 1.27  | 1970 | Dizzy Man's Band                       | Tell me it's allright               | 2:51 |
| 1.28  | 1970 | Rainman                                | The bird                            | 3;10 |
| 1.29  | 1970 | High Tide Formation                    | Fluffy                              | 2:39 |
| 2.01  | 1970 | September                              | Little sister                       | 3:41 |
| 2.02  | 1970 | Slight Ache                            | Second flood                        | 3:03 |
| 2.03  | 1971 | Alderman                               | Come in the evening                 | 2:35 |
| 2.04  | 1971 | Casey & His Group                      | Comin' home baby                    | 3:12 |
| 2.05  | 1971 | April Shower                           | Mama look upon me                   | 3:39 |
| 2.06  | 1971 | Richard Neal                           | Take me to the water                | 3:18 |
| 2.07  | 1971 | Jackie Cornell                         | Everyday’s torture                  | 4:27 |
| 2.08  | 1971 | Moan                                   | Health of freedom                   | 3:05 |
| 2.09  | 1971 | Monica & Voices of Freedom             | Empty words                         | 2:43 |
| 2.10  | 1971 | Speed                                  | Easy to say                         | 2:02 |
| 2.11  | 1971 | Threshold Fear                         | Sally Saddleplain                   | 2:21 |
| 2.12  | 1971 | Tortilla                               | Every angel comes form nowhere      | 4:03 |
| 2.13  | 1972 | Anita Meyer                            | Sail away                           | 3:39 |
| 2.14  | 1972 | Mayfly                                 | Blue sofa                           | 3:01 |
| 2.15  | 1972 | Leon de Graaff                         | Simple mind                         | 3:08 |
| 2.16  | 1973 | Mike & Michael                         | A star                              | 2:45 |
| 2.17  | 1973 | Windmill                               | For you to remember                 | 3:26 |
| 2.18  | 1974 | Amsterdam                              | Mary Lou                            | 2:26 |
| 2.19  | 1974 | Ruby Carmichael                        | Little yellow shop                  | 3:41 |
| 2.20  | 1975 | Limousine                              | Daddy grandpa                       | 3;33 |
| 2.21  | 1975 | Good-Time Joe                          | Slipstream                          | 2:39 |
| 2.22  | 1975 | Crypto                                 | Labyrinth                           | 2:47 |
| 2.23  | 1975 | Specs Hildebrand                       | Manuel                              | 3:38 |
| 2.24  | 1975 | Marx                                   | My daylight                         | 3:24 |
| 3.01  | 1975 | Slumberlandband                        | The Beatles                         | 4:12 |
| 3.02  | 1976 | Bloom                                  | Don't break this heart              | 3:00 |
| 3.03  | 1976 | Earth & Fire                           | De tijd zegt niets                  | 3:18 |
| 3.04  | 1976 | Groupies Delite & The Sandwich Band    | Alley oop                           | 3:29 |
| 3.05  | 1977 | Geo                                    | Hurry boy                           | 5:50 |
| 3.06  | 1977 | Dianne Marchal                         | Sandy                               | 3:26 |
| 3.07  | 1977 | Pandemonium                            | 1941                                | 3:09 |
| 3.08  | 1977 | Rick van der Linden                    | GX-1                                | 4:26 |
| 3.09  | 1977 | Shirley Zwerus                         | It’s me                             | 5:07 |
| 3.10  | 1978 | FM                                     | In the valley back home             | 4:51 |
| 3.11  | 1978 | Girlie                                 | Andy (for love it takes two)        | 2:50 |
| 3.12  | 1978 | Joe Bourne                             | Bourne to satisfy                   | 4:09 |
| 3.13  | 1978 | Nits                                   | Looking for a friend                | 4:08 |
| 3.14  | 1978 | The Tapes                              | You just can't sleep                | 5:10 |
| 3.15  | 1978 | Tits                                   | We’re so glad Elvis is dead         | 1:57 |
| 3.16  | 1979 | Doe Maar                               | Blozen                              | 3:24 |
| 3.17  | 1979 | Bintangs                               | Snake in the grass                  | 2:53 |
| 3.18  | 1979 | Stampei                                | Blij dat het morgen maandag is      | 3:08 |
| 3.19  | 1980 | The Mo                                 | Oh Young people                     | 2:53 |
| 3.20  | 1980 | White Honey                            | Nothing going on in the city        | 3:45 |
| 4.01  | 1980 | The Scene                              | The beat                            | 2:36 |
| 4.02  | 1981 | Tröckener Kecks                        | Rik Ringers                         | 2:09 |
| 4.03  | 1981 | Nasmak                                 | I hope it’s gonna rain today        | 4:06 |
| 4.04  | 1982 | Soviet Sex                             | Talk to me                          | 4:14 |
| 4.05  | 1982 | The Dutch                              | Nous sommes très petits             | 4:27 |
| 4.06  | 1982 | The Thought                            | I had too much to dream last night  | 3:48 |
| 4.07  | 1982 | The Actor                              | Covergirl                           | 3:26 |
| 4.08  | 1983 | Frites Modern                          | Sesam Straat                        | 2:15 |
| 4.09  | 1984 | Blue Murder                            | Entertainment                       | 5:12 |
| 4.10  | 1984 | Kiem                                   | Doin' time                          | 3:04 |
| 4.11  | 1984 | Secret Sounds                          | State of sound                      | 3:53 |
| 4.12  | 1985 | Grin                                   | You need a gun to blow my mind      | 4:29 |
| 4.13  | 1985 | Ivy Green                              | The turning point                   | 3:23 |
| 4.14  | 1985 | Mark Foggo                             | Taking things too far               | 6:01 |
| 4.15  | 1986 | L'Attentat                             | King of the neighbourhoud           | 3:15 |
| 4.16  | 1986 | Eton Crop                              | Yes please Bob                      | 2:44 |
| 4.17  | 1986 | MAM                                    | Maternité                           | 4:29 |
| 4.18  | 1986 | Sjako!                                 | Here come the weirdo’s              | 3:52 |
| 4.19  | 1990 | Buffalo Bob & The Rinkelstars          | Sympathy for the Devil              | 4:46 |
| 4.20  | 1995 | Slide                                  | One good reason                     | 2:30 |
| 4.21  | 1999 | Peter Pan Speedrock                    | Pussy rodeo                         | 2:37 |